# Warren Burton (acteur)
Pour les articles homonymes, voir Warren Burton et Burton.
Warren Burton est un acteur américain né le 23 octobre 1944 à Chicago et mort le 2 octobre 2017.

## Biographie
À la fin des années 1970 et tout au long des années 1980, il a joué dans divers soap opera. Il joua le rôle d'Eddie Dorrance dans le feuilleton télévisé La Force du destin de 1978 à 1979 et gagna un Daytime Emmy Award en tant que "meilleur acteur secondaire" en 1980. Ses autres rôles incluent Jason Dunlap dans Another World (1980-1982), Warren Andrews dans Haine et Passion (1983-1987), et Phillip Hamilton dans Santa Barbara (1988-1989).
Depuis la fin des années 1990, Burton a prêté sa voix à plusieurs personnages notamment dans de nombreux jeux vidéo tels que Jak and Daxter: The Precursor Legacy, Prince of Persia : les Sables du temps, Psychonauts, Battlezone II: Combat Commander, Daxter et Nox.

## Filmographie

### Cinéma
- 1976 : Baby Blue Marine : Second Serviceman
- 1977 : Chatterbox! : TV Reporter
- 1977 : Drôle de séducteur : Ludwig
- 1978 : Jokes My Folks Never Told Me
- 1978 : Rabbit Test : First Secret Service Man
- 1992 : Fleur de poison : Max
- 1993 : Gettysburg : Maj. Gen. Henry Heth
- 1993 : Une pause, quatre soupirs : Radio Prêcheur (voix)
- 1996 : 2090 : Wilson
- 1996 : Bloodfist VIII: Trained to Kill : Michael Powell
- 1997 : Strategic Command : Colpart
- 2011 : Green Lantern : First Gardeian

### Courts-métrages
- 2000 : Billy Jones
- 2013 : Tome of the Unknown

### Télévision

#### Téléfilms
- 1973 : The Girl Most Likely to... : Acteur
- 1996 : Humanoïd - terreur abyssale : Major Knapp
- 2004 : Tales of a Fly on the Wall : Mine Valley Narrator (voix)

#### Séries télévisées
- 1977 : 3 Girls 3
- 1978-1979 : La force du destin : Eddie Dorrance
- 1980-1982 : Another World : Jason Dunlap
- 1983-1984 : Haine et passion : Warren Andrews
- 1988 : Drôle de vie : Sergio Pavan
- 1988-1989 : Santa Barbara : Phillip Hamilton / Jack
- 1989 : Freddy, le cauchemar de vos nuits : Dennis
- 1990 : Les contes de la crypte : Roland
- 1991 : La loi est la loi : Alex
- 1992 : Côte ouest : Dr. Glenning
- 1993 : Danger Theatre : Oscar De La Gavant (segment "Phantom of Fashion")
- 1993 : Femmes d'affaires et Dames de cœur : Reynolds
- 1994 : Valley of the Dolls : Mitch Henry
- 1997-1998 : Zorro
- 2007 : Monk : Invité Roger
- 2014 : Review : King of the Orgy

### Jeux vidéo
- 2001 : Jak and Daxter: The Precursor Legacy : Samos le sage
- 2003 : Jak II : Hors-la-loi : Samos le sage
- 2004 : Jak 3 : Samos le sage
- 2005 : Jak X : Samos le sage
- 2006 : Daxter : Samos le sage